# Mistrzostwa Świata U-19 w Rugby Union Mężczyzn 1985
Mistrzostwa Świata U-19 w Rugby Union Mężczyzn 1985 – siedemnaste mistrzostwa świata U-19 w rugby union mężczyzn zorganizowane przez FIRA, które odbyły się w Brukseli w dniach od 31 marca do 8 kwietnia 1985 roku.

## Klasyfikacja końcowa

### Grupa A
| Miejsce | Reprezentacja   |
| ------- | --------------- |
| 1       | Francja U-19    |
| 2       | Włochy U-19     |
| 3       | Rumunia U-19    |
| 4       | ZSRR U-19       |
| 5       | Hiszpania U-19  |
| 6       | RFN U-19        |
| 7       | Belgia U-19     |
| 8       | Jugosławia U-19 |

### Grupa B
| Miejsce | Reprezentacja   |
| ------- | --------------- |
| 1       | Polska U-19     |
| 2       | Tunezja U-19    |
| 3       | Szwecja U-19    |
| 4       | Maroko U-19     |
| 5       | Szwajcaria U-19 |
| 6       | Holandia U-19   |
| 7       | Flandria        |